# Adrián Suar
Adrián Suar (Queens, 25 de março de 1968) é um ator e produtor de televisão argentino-estadunidense.

## Filmografia

### Televisão
- 1981: El papá de los domingos (Canal 9).
- 1982-1986: Pelito (Canal 13).
- 1987: Por siempre amigos (Canal 13).
- 1988: Vendedoras de Lafayette (Canal 9).
- 1988: De carne somos (Canal 13).
- 1989-1990: Las comedias de Darío Vittori (América)
- 1990: Los otros y nosotros (Canal 13)
- 1990: Así son los mios (Canal 13).
- 1991-1993: La banda del Golden Rocket (Canal 13).
- 1993 Tal para cual (Canal 13)
- 1991: Stress (Canal 13).
- 1995-1997: Poliladron (Canal 13).
- 1999: Por el nombre de Dios (Canal 13).
- 1999: La Argentina de Tato (Canal 13).
- 1999: Campeones de la vida (Canal 13).
- 2001: 22 (el loco) (Canal 13).
- 2001: Son amores (Canal 13).
- 2002: 099 Central (Canal 13).
- 2002: Poné a Francella (Telefe).
- 2003: Durmiendo con mi jefe (Canal 13).
- 2004-2006: Sin código (Canal 13).
- 2006: Hoy me desperté (Canal 13).
- 2007: Mujeres asesinas 3 (Canal 13).
- 2010: Para vestir santos (Canal 13).
- 2011: Los únicos (Canal 13).
- 2012: Daños colaterales (Canal 13).
- 2013: Solamente vos (Canal 13).
- 2015: Esperanza Mía (Canal 13).

### Cinema
- 1990: Charly, días de sangre
- 1997: Comodines
- 1998: Cohen vs. Rosi
- 2000: Apariencias
- 2001: El hijo de la novia
- 2003: El día que me amen
- 2008: Un novio para mi mujer
- 2010: Igualita a mí
- 2012: Dos más dos
- 2016: Me casé con un boludo
- 2017: El fútbol o yo
- 2020: Corazón loco
- 2022: 30 noches com mi ex